# 沙赫德278
沙赫德278（波斯語：‎）是一款由伊朗研製的輕型通用直升機。第一個衍生型號是Shahed-278(Oh-78)，是一架配備武器和傳感器的輕型偵察直升機，並於2005年試飛。

## 發展
沙赫德278是伊朗為滿足軍用與民用需求而開發的直升機，雖然伊朗聲稱沙赫德278是全部國產，但關鍵部件仍是採用貝爾206直升機。沙赫德278雖然是由IRGC研發，但是由HESA製造。

## 型號
- Shahed 278:標準通用版本
- OH-78:偵查版本，配備70mm火箭彈和一挺12.7mm機槍，並且擁有晝夜觀看系統及加固的機身

## 外部連結
- （页面存档备份，存于）